# Igersheim
Igersheim – miejscowość i gmina w Niemczech, w kraju związkowym Badenia-Wirtembergia, w rejencji Stuttgart, w regionie Heilbronn-Franken, w powiecie Main-Tauber, wchodzi w skład wspólnoty administracyjnej Bad Mergentheim. Leży nad rzeką Tauber, ok. 18 km na południowy wschód od Tauberbischofsheim, przy drodze krajowej B19 i linii kolejowej Aschaffenburg–Crailsheim.